# Trần Uy Hàn
Trần Uy Hàn (陈威翰) sinh: 19/10/1987 (35 tuổi), Đài Bắc, Đài Loan. Là 1 diễn viên phim truyền hình.
Vai diễn ấn tượng: Bạch Long - Nhân Gian Huyền Ảo (phần Mại Thê), Thố Nhi thần và Dạ Khuyển - Thiên Hữu Hỉ phần 1,2.
CÁC PHIM ĐÃ THAM GIA
Vai lớn:
- Nhân Gian Huyền Ảo (Hý thuyết Đài Loan)
- Thiên Thiên Hữu Hỉ Phần 1: Vai Thố Nhi Thần
-Thiên Hữu Hỉ Phần 2: Vai Dạ Khuyển
-Đường Cung Yến: Vai Thái Tử Trọng Tuấn
- Young Storm: Vai Lý Lan (Lý Cương) và Lý Phong
- Tân Hoạt Phật Tế Công: Vai Tiểu Tất Thanh
- Nước Mắt Nữ Nhân
- Lưu Hải Hí Kiêm Thiền: Vai Song Nhĩ Thần
- Khôi nhạn - Gián điệp
- Yêu em không điều kiện
Vai nhỏ:
- Thổ Địa Ông Thổ Địa Bà: Vai Tiểu Thạch Thần
- Thâm Cung Điệp Ảnh: Vai Vương công công
- Thẻ bài hồ điệp (Phim lẽ - Chưa phát sóng)
- Tiên Hiệp Kiếm: Vai Thường Hy
- Đỉnh Cao Thời Đại
- Anh Đã 3+1: Vai Tiểu Ngụy
- Đấu Ngư: Vai Cổ Bảo Bối
- Thần Cơ Diệu Toán Lưu Bá Ôn: Vai Đa Lẫm
- Hoài Ngọc Truyền Kỳ: Vai Trần công công
- Gia Khánh Quân Du Đài Loan: Vai Tiểu Cổ